# Anni 600 a.C.
Gli anni 600 a.C. sono il decennio che comprende gli anni dal 609 a.C. al 600 a.C. inclusi.

## Eventi, invenzioni e scoperte
- I Babilonesi annientano la potenza degli Assiri.
- Gli Egizi prevalgono sul regno di Giuda
- I Babilonesi prevalgono sugli Egizi.
- Il re della Lidia, Aliatte, conquista e distrugge Smirne.

## Personaggi
- Trasibulo tiranno di Mileto
- Prima Melancro, poi Mirsilo, tiranni di Mitilene, nell'isola di Lesbo

## Nati
- Cambise I di Persia, re persiano († 559 a.C.)
- Pisistrato, politico e militare ateniese

## Morti
- Assur-uballit II, sovrano assiro605 a.C.
- Nabopolassar, sovrano babilonese602 a.C.
- Filippo I di Macedonia, re600 a.C.
- Batto I di Cirene, re